# Wilczomlecz

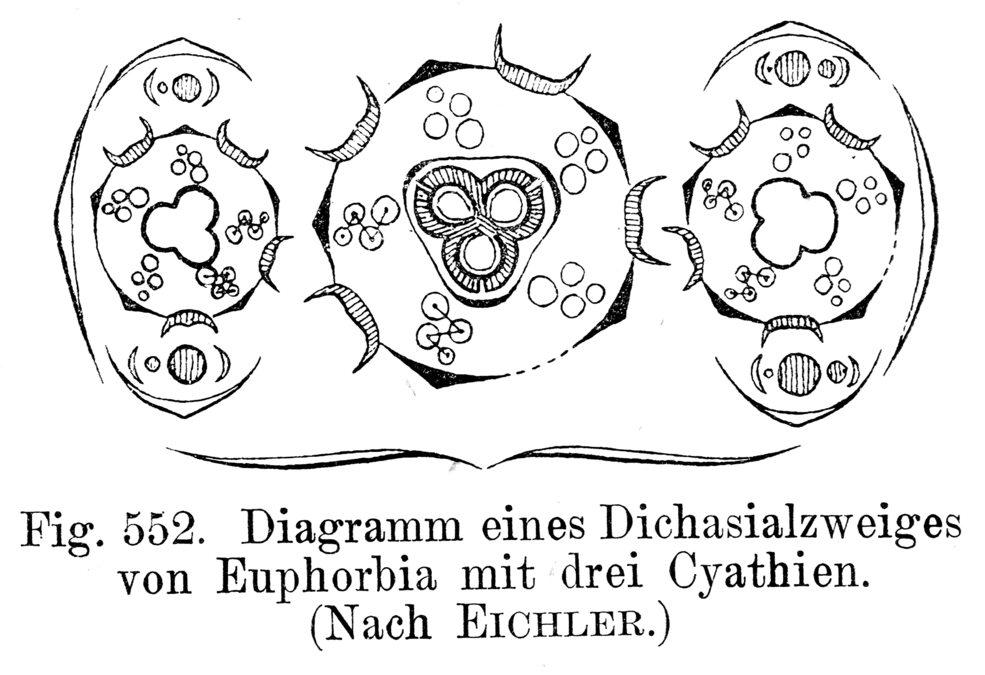
Narys kwiatowy

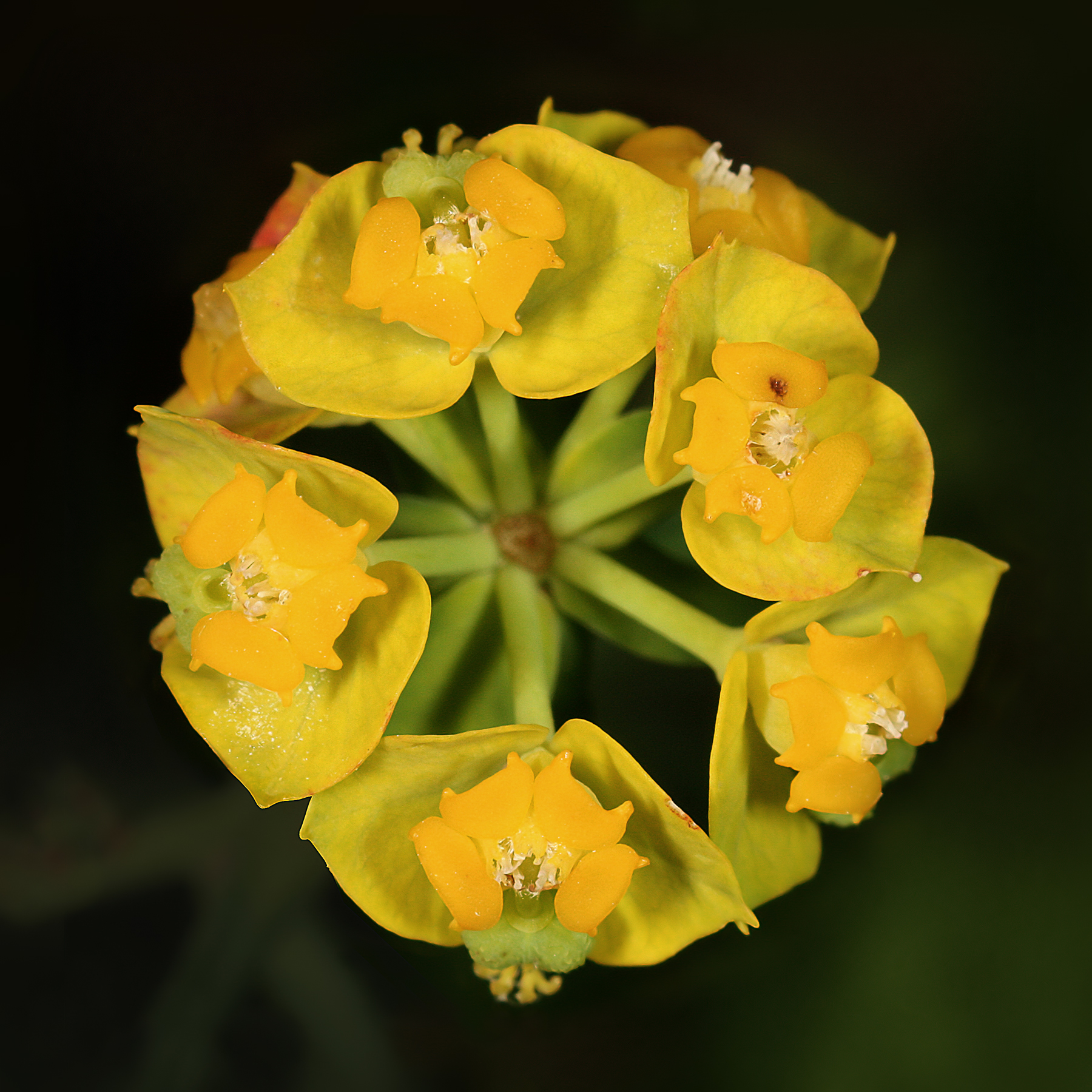
Kwiaty przedstawiciela polskiej flory, wilczomleczu sosnka

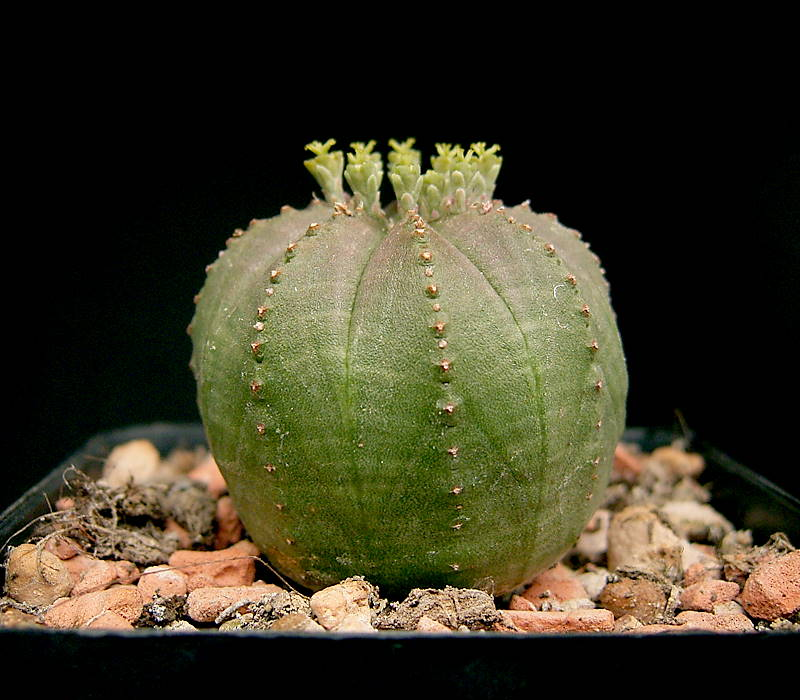
Wilczomlecz opasły

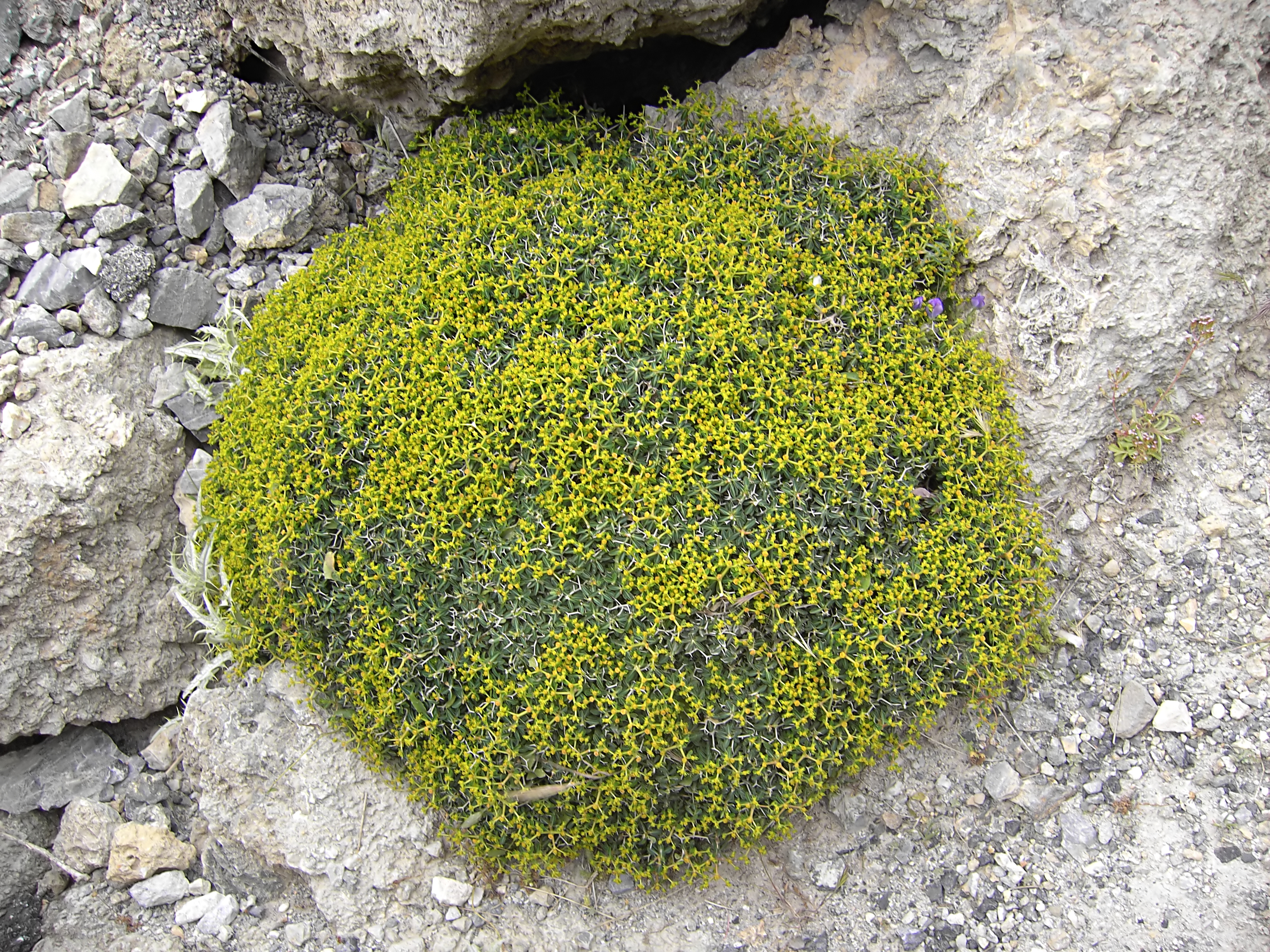
Euphorbia spinosa

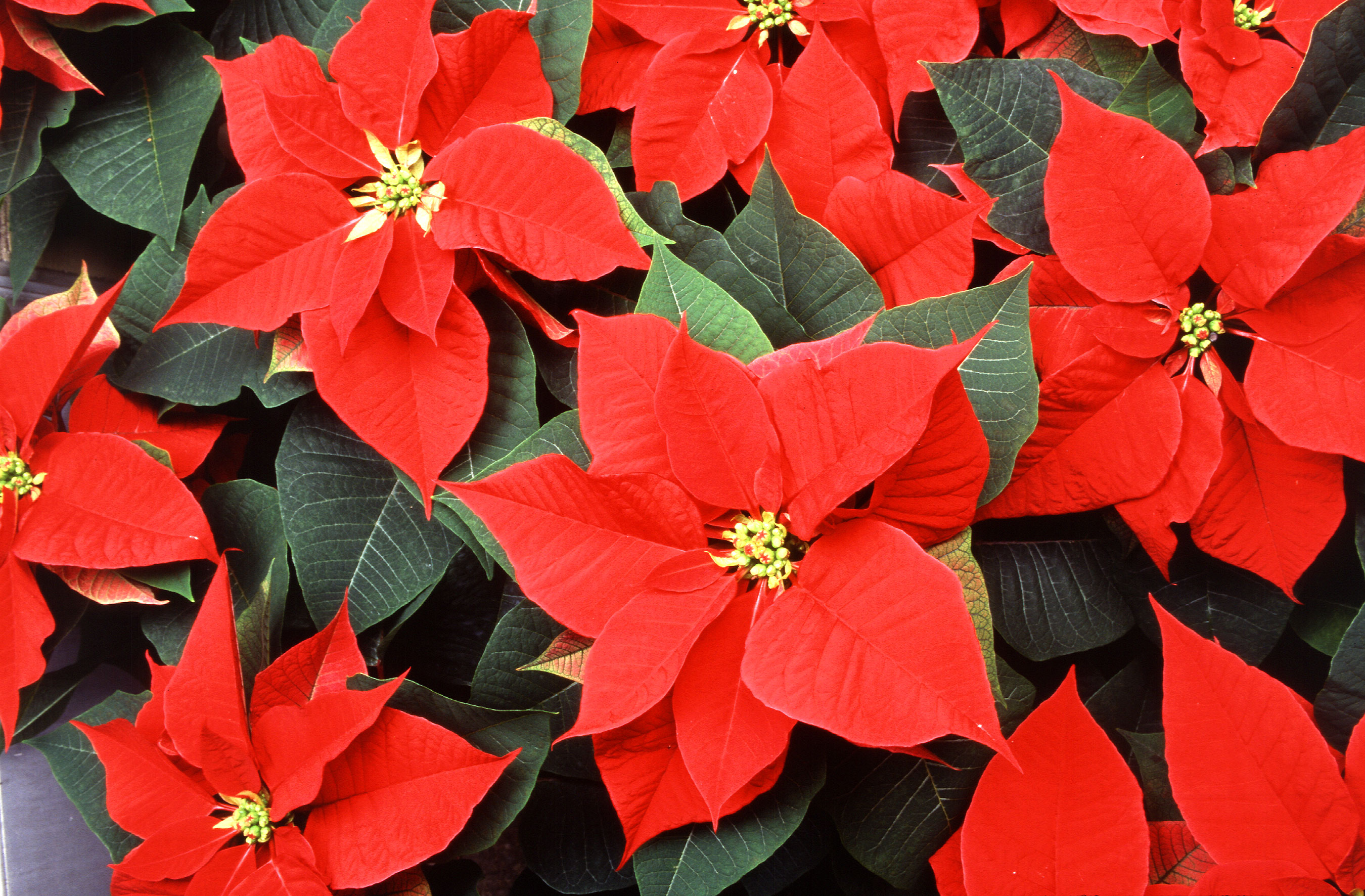
Hodowlane odmiany wilczomleczu nadobnego są popularną ozdobą w okresie świąt Bożego Narodzenia

Wilczomlecz (Euphorbia L.) – rodzaj roślin z rodziny wilczomleczowatych, liczący około 2000 gatunków. Jest to jeden z najbardziej zróżnicowanych rodzajów w obrębie okrytonasiennych, zarówno jeśli idzie o liczbę gatunków, jak i różnorodność budowy roślin. Rośliny te rozpowszechnione są na całym świecie, w bardzo różnorodnych siedliskach, ale najbardziej zróżnicowane są na suchych obszarach w strefie międzyzwrotnikowej, zwłaszcza w Afryce. W Europie występuje dziko 105 gatunków, w Polsce ponad 20.
Wilczomlecze mają długą tradycję wykorzystywania leczniczego na różnych obszarach. Do popularnych roślin ozdobnych należą wilczomlecz nadobny, zwany poinsecją i gwiazdą betlejemską E. pulcherrima, wilczomlecz obrzeżony E. marginata, wilczomlecz okazały E. milii, wilczomlecz trójżebrowy E. trigona, E. fulgens i liczne inne, zwłaszcza sukulenty. Liczne gatunki wykorzystywane są jako źródło insektycydów, toksyn wykorzystywanych do trucia ryb. Bez większych sukcesów próbowano wykorzystywać je jako źródło kauczuku, potencjalne znaczenie użytkowe mogą mieć oleje roślinne zawarte w nasionach.

## Morfologia
PokrójRośliny jednoroczne, byliny (w tym geofity), sukulenty, pnącza, krzewy i drzewa, zwykle niewielkie, do 15 m, aczkolwiek E. abyssinica osiąga nawet 30 m. Rośliny nagie lub pokryte nierozgałęzionymi włoskami. Pędy często cierniste.
LiścieSkrętoległe, czasem naprzeciwległe i w okółkach. Zarówno zimozielone jak i opadające zimą. Pojedyncze, czasem silnie zredukowane. Przylistki obecne lub nie, trwałe lub opadające. U części gatunków liście są ogonkowe, u innych siedzące. Blaszka pojedyncza, całobrzega, karbowana lub piłkowana, często tylko z żyłką centralną wyraźnie widoczną.
KwiatyZebrane w kwiatostan zwany cyjacjum, pełniący rolę pojedynczego kwiatu. Cyjacja zebrane są zwykle w szczytową, wieloramienną wierzchotkę, z okółkiem liści u nasady, kwiaty są bardzo zredukowane i składają się tylko z 1 pręcika i 1 słupka.
OwoceTrójkomorowe torebki z pojedynczymi nasionami w każdej komorze, bardzo późno pękają, czasem ze zmięśniałym mezokarpem – wówczas owoce są pestkowcami. Nasiona różnego kształtu (kuliste, walcowate, piramidalne, buteleczkowate), z osnówką lub bez.

## Biologia i ekologia
Rośliny trujące. Wszystkie gatunki wytwarzają biały, ostry i trujący sok mleczny (zawiera kwas euforbinowy, euforbinę, związki cyjanogenne), który może spowodować zapalenia skóry, pęcherze i owrzodzenia, a sok niektórych gatunków po dostaniu się do oka może powodować czasową ślepotę.
Kwiaty zapylane są najczęściej przez owady, u części gatunków przez kolibry.

## Systematyka
Pozycja systematyczna według Angiosperm Phylogeny Website (2001...)
Rodzaj wilczomlecz należy do podrodziny Euphorbioideae, rodziny wilczomleczowatych, która jest rodziną siostrzaną dla bukietnicowatych (Rafflesiaceae), zaliczaną do obszernego rzędu malpigiowców (Malpighiales) i wraz z nim do kladu różowych w obrębie okrytonasiennych.
Gatunki flory Polski
Pierwsza nazwa naukowa według listy krajowej, druga – obowiązująca według bazy taksonomicznej The Plants of the World (jeśli jest inna)
- wilczomlecz austriacki Euphorbia austriaca A. Kern.
- wilczomlecz błękitnawy Euphorbia characias Host. – gatunek uprawiany
- wilczomlecz błotny Euphorbia palustris L.
- wilczomlecz błyszczący Euphorbia lucida Waldst. & Kit.
- wilczomlecz drobny Euphorbia exigua L. – antropofit zadomowiony
- wilczomlecz grecki Euphorbia taurinensis All. – antropofit zadomowiony
- wilczomlecz groszkowy Euphorbia lathyris L. – gatunek uprawiany
- wilczomlecz karpacki Euphorbia carpatica Woł.
- wilczomlecz kątowy Euphorbia angulata Jacq.
- wilczomlecz lancetowaty Euphorbia esula L.
- wilczomlecz migdałolistny Euphorbia amygdaloides L.
- wilczomlecz miotlasty Euphorbia virgultosa Klokov ≡ Euphorbia saratoi Ardoino – gatunek o niejasnym statusie
- wilczomlecz obrotny Euphorbia helioscopia L. – antropofit zadomowiony
- wilczomlecz obrzeżony, w. białobrzegi Euphorbia marginata Pursh – gatunek uprawiany
- wilczomlecz ogrodowy Euphorbia peplus L. – antropofit zadomowiony
- wilczomlecz plamisty Euphorbia maculata L. – antropofit zadomowiony
- wilczomlecz pstry Euphorbia epithymoides L. – gatunek o niejasnym statusie we florze Polski
- wilczomlecz rozesłany Euphorbia humifusa Willd. – antropofit zadomowiony
- wilczomlecz rózgowaty Euphorbia virgata Wakdst. & Kit. – gatunek o niejasnym statusie
- wilczomlecz sierpowaty Euphorbia falcata L. – antropofit zadomowiony
- wilczomlecz słodki Euphorbia dulcis L.
- wilczomlecz sosnka Euphorbia cyparissias L.
- wilczomlecz szerokolistny Euphorbia platyphyllos L. – gatunek o niejasnym statusie
- wilczomlecz sztywny Euphorbia serrulata Thuill.
- wilczomlecz wołyński Euphorbia volhynica Besser ex Szafer, Kulcz. & Pawł. ≡ Euphorbia illirica Lam. – efemerofit
- wilczomlecz włosisty Euphorbia villosa Waldst. & Kit. ex Willd. ≡ Euphorbia illirica Lam.
- wilczomlecz Seguiera Euphorbia seguieriana Neck. – efemerofit

Błędnie podany z Polski został wilczomlecz rdestolistny Euphorbia polygonifolia L.
Inne gatunki